# Samuel Pierpont Langley
Samuel Pierpont Langley, född 22 augusti 1834 i Roxbury, Boston, Massachusetts, död 27 februari 1906 i Aiken, South Carolina, var en amerikansk astronom och fysiker.
Langley var först ingenjör, men anställdes 1865 som assistent vid Harvard College Observatory, blev samma år lärare i matematik vid United States Naval Academy i Annapolis, 1867 professor i astronomi vid University of Pittsburgh och chef för dess observatorium i Allegheny samt 1887 sekreterare vid Smithsonian Institution 1870 började han vid Allegheny Observatory sina klassiska undersökningar om solens strålning, för vars noggranna uppmätning han fann förut brukliga instrument (termostaplar) alltför okänsliga, varför han konstruerade bolometrar av utomordentlig fulländning. För att observera under gynnsamma luftförhållanden genomförde han expeditioner till Etna (1878–1879) och Mount Whitney (1885), vilka gav i högsta grad viktiga observationsresultat. Sedermera undersökte han på samma sätt även månens strålning. 
Genom alla dessa arbeten vann Langley en dittills oerhörd kännedom om infraröd strålning. Sina undersökningar på detta område sammanfattade han i The New Spectrum (1900, tillsammans med Charles Greeley Abbot). Vid solförmörkelsen 1900 gjorde han iakttagelser, delvis reproducerade i storartade fotografier, publicerade i The 1900 Solar Eclipse Expedition (1904). Vid sagda tillfälle utförde han också tillsammans med Abbot märkliga försök angående solens koronas värme- och ljusstrålning.
Langley undersökte också den energimängd, som är nödvändig för att på ögats näthinna framkalla ett ljusintryck. Under senare år sysselsatte sig huvudsakligen med problemet angående konstruktion av flygplan (aerodrome), vilket han (1891) underkastat en omsorgsfull teoretisk granskning i arbetet Aerodynamic Experiments (ny upplaga 1902). År 1896 utförde han några levande flygförsök med en maskin, som vägde 11 kg och utförde en hästkrafts arbete. I samband med detta studerade han vindens inre arbete och fåglarnas flykt. 
Stort uppseende väckte Langleys sista undersökning om en av honom förmodad "möjlig ändring i solens strålning" (1904). Enligt denna förmodan skulle starka klimatiska växlingar inom korta tidsperioder vara förorsakade av ändringar i solstrålningens styrka, vilka ändringar han ansåg sig ha iakttagit. Langleys arbeten publicerades i The National Academy of Sciences och Smithsonian Institutions skrifter samt Sillimans Journal, varifrån de spred sig till de främsta franska, engelska och tyska tidskrifterna.

## Utmärkelser
Langley blev ledamot 1897 av Vetenskapssocieteten i Uppsala och 1902 av svenska Vetenskapsakademien. Han tilldelades Rumfordpriset, Rumfordmedaljen och Henry Draper-medaljen 1886, Janssenmedaljen 1893 samt Jules Janssens pris 1898.
Nedslagskratern Langley på månen och asteroiden 3866 Langley är uppkallade efter honom.